# Llista de peixos de Macedònia del Nord

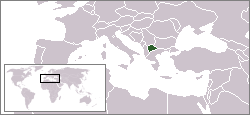
Localització de Macedònia del Nord a Europa

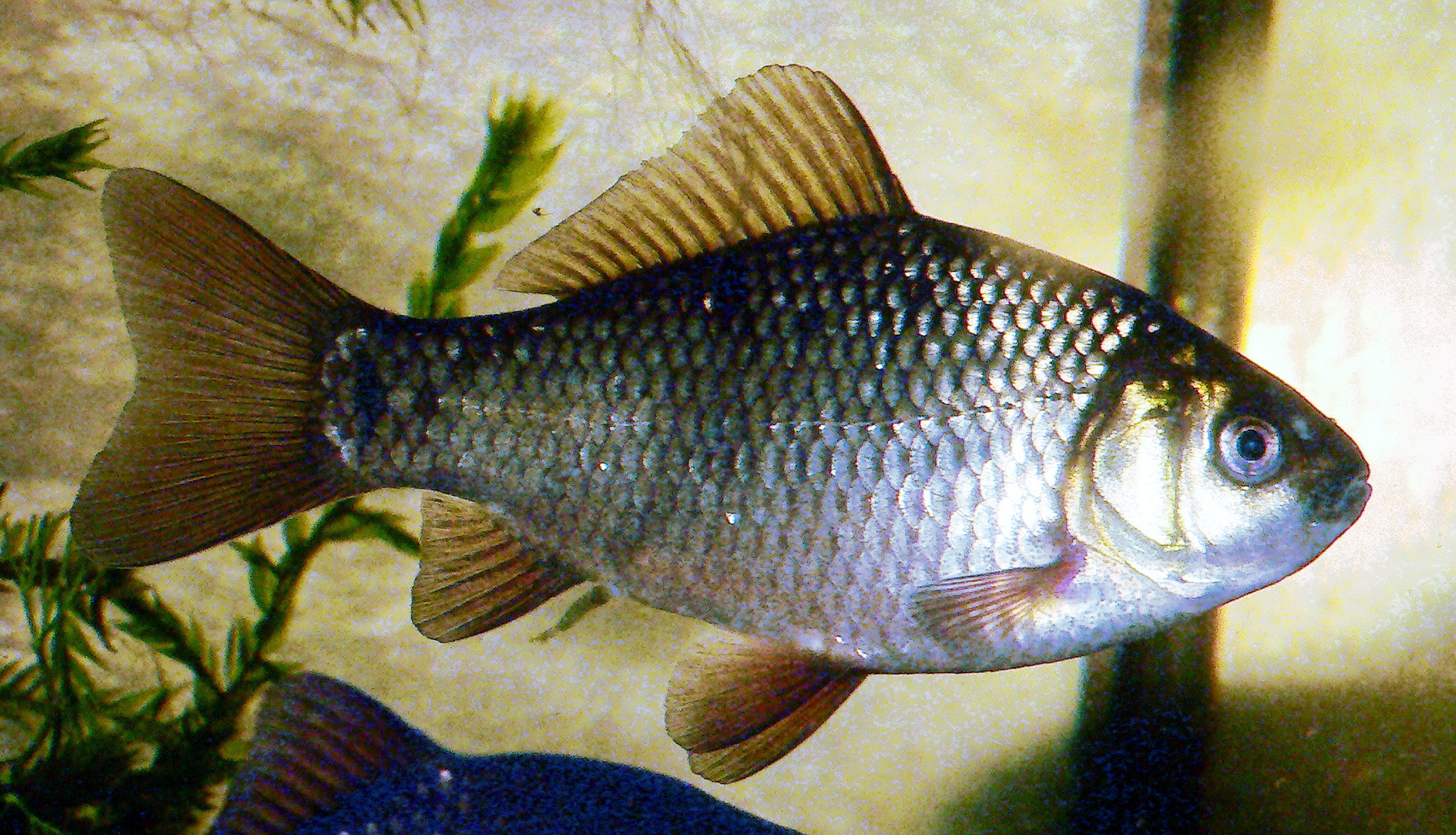
Carpí (Carassius carassius)

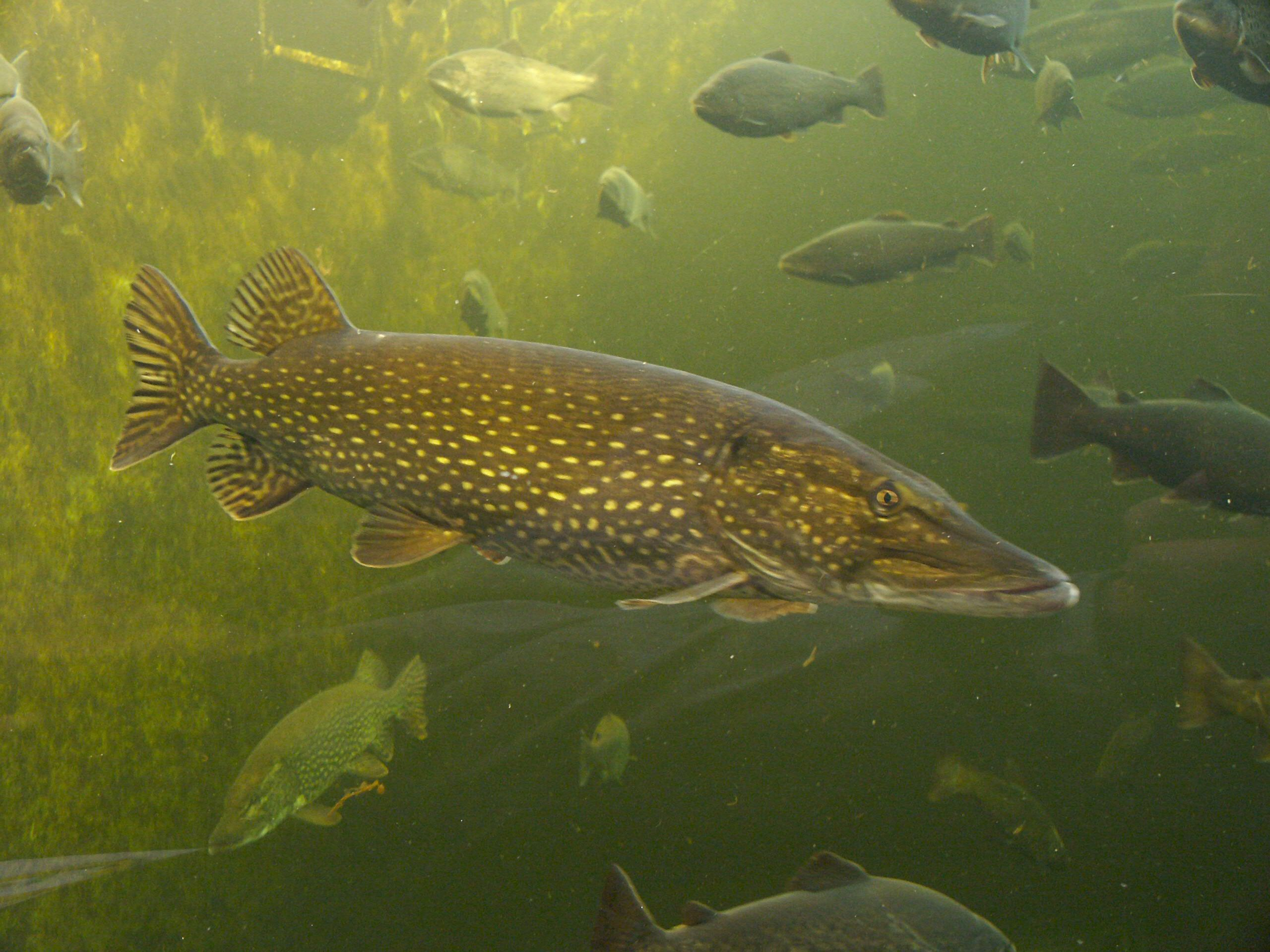
Lluç de riu (Esox lucius)

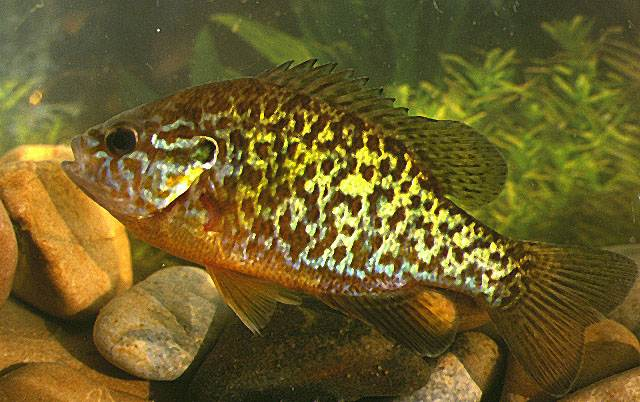
Peix sol (Lepomis gibbosus)

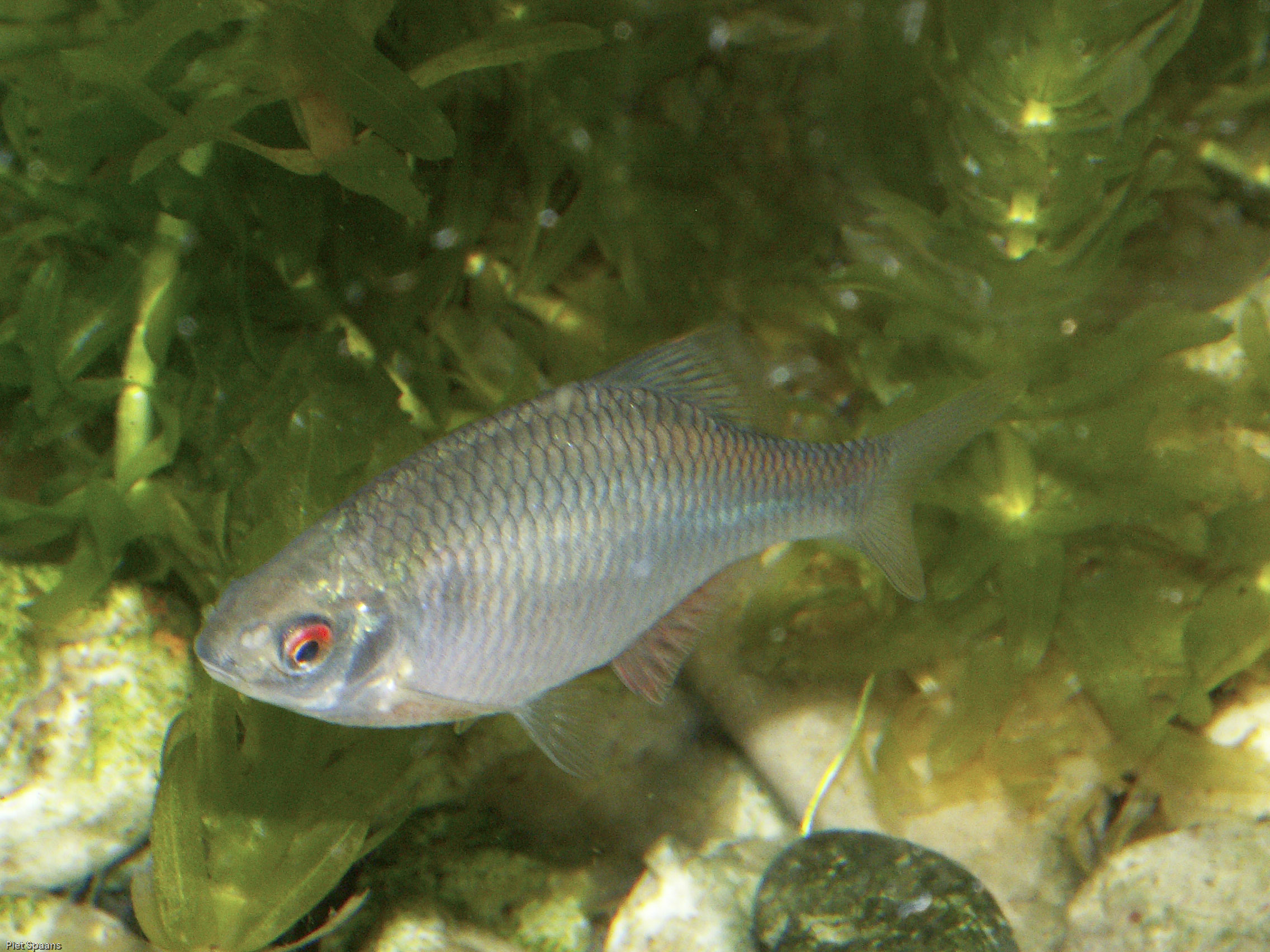
Ródeus (Rhodeus amarus)

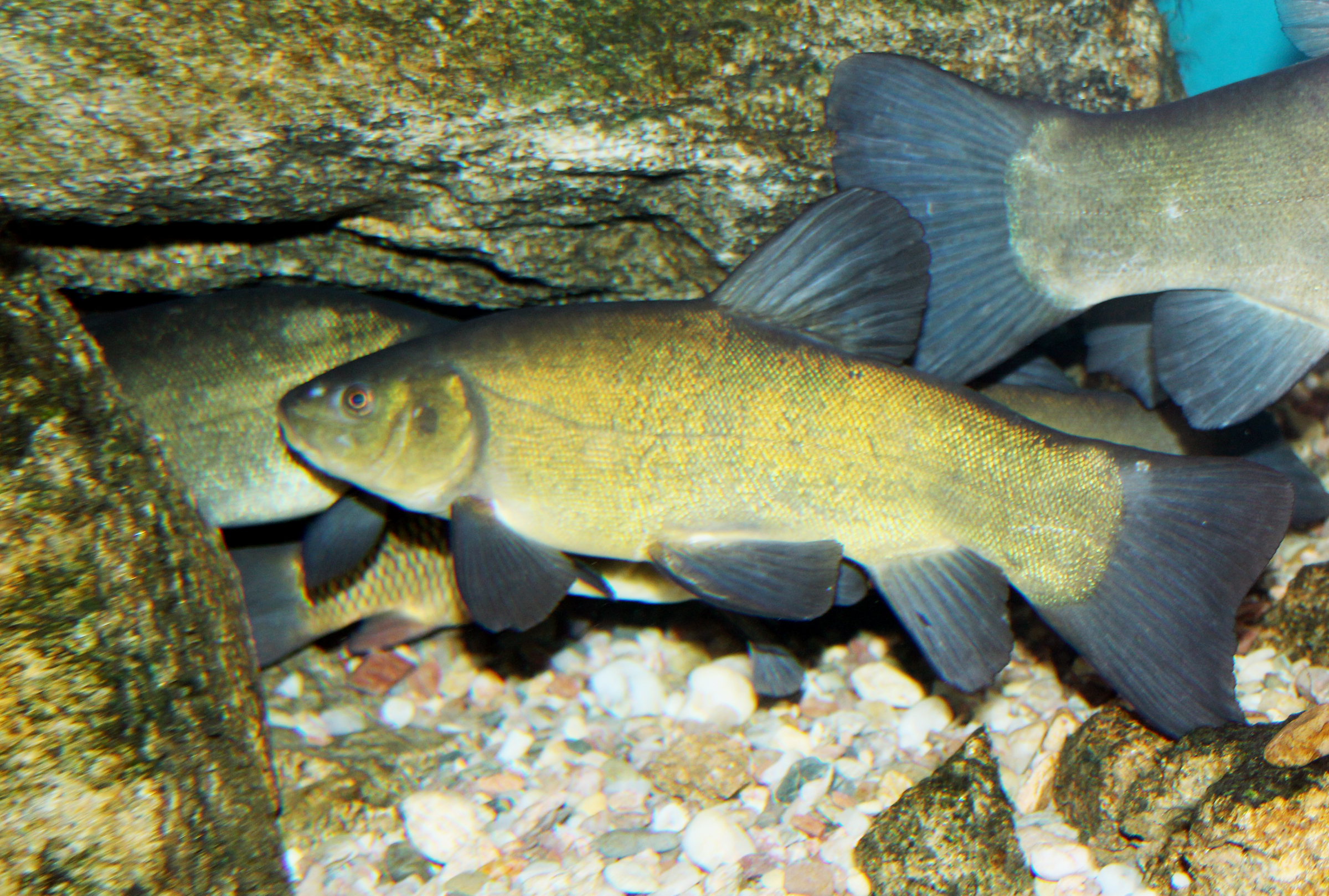
Tenca (Tinca tinca)

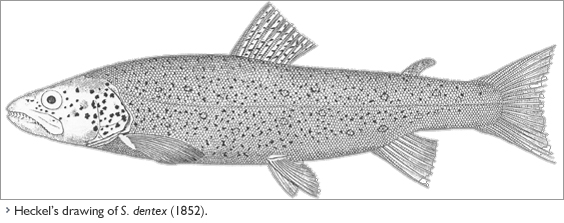
Salmo dentex

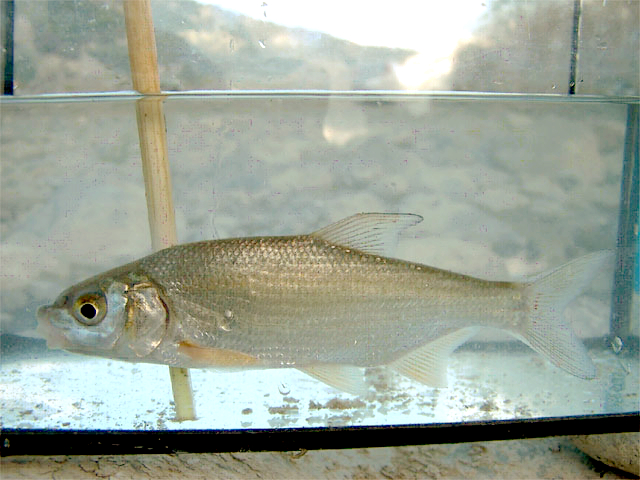
Vimba melanops

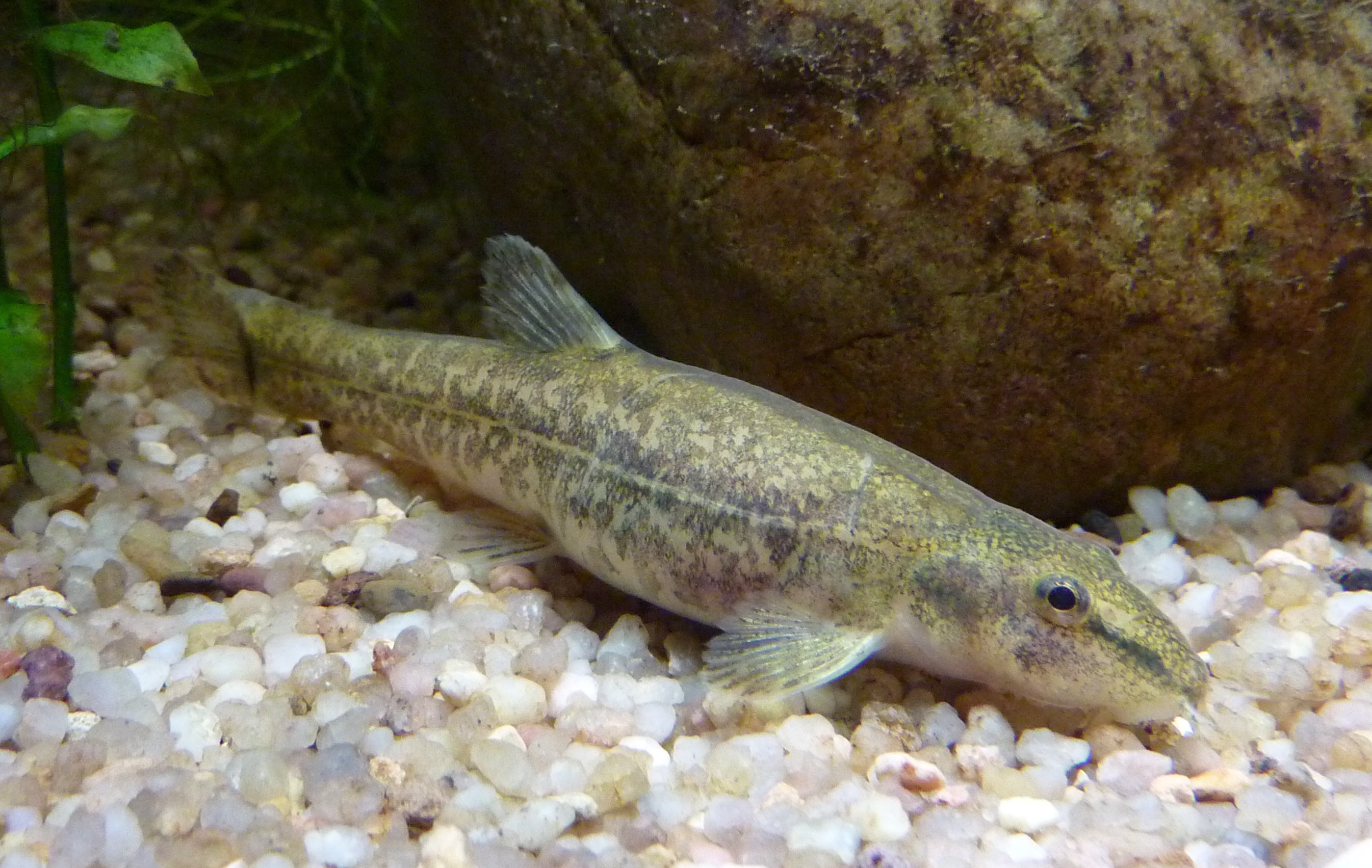
Llop de riu (Barbatula barbatula)

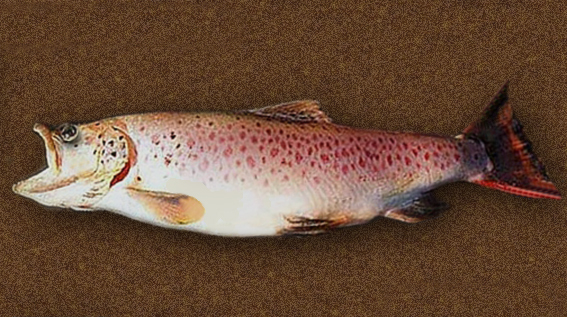
Salmo letnica

Aquesta llista de peixos de Macedònia del Nord -incompleta- inclou 56 espècies de peixos que es poden trobar a Macedònia del Nord ordenades per l'ordre alfabètic de llur nom científic.

## A
- Alburnoides ohridanus
- Alburnoides prespensis
- Alburnus belvica
- Alburnus macedonicus
- Alburnus scoranza
- Alburnus thessalicus

## B
- Barbatula barbatula
- Barbatula sturanyi
- Barbus balcanicus
- Barbus macedonicus
- Barbus prespensis
- Barbus rebeli
- Barbus strumicae

## C
- Carassius carassius
- Chondrostoma prespense
- Chondrostoma vardarense
- Cobitis meridionalis
- Cobitis ohridana
- Cobitis vardarensis
- Cyprinus carpio

## E
- Esox lucius
- Eudontomyzon mariae
- Eudontomyzon stankokaramani[1]

## G
- Gobio bulgaricus
- Gobio ohridanus

## L
- Lepomis gibbosus

## O
- Oxynoemacheilus bureschi

## P
- Pachychilon macedonicum
- Pachychilon pictum
- Pelasgus minutus
- Pelasgus prespensis

## R
- Rhodeus amarus
- Rhodeus meridionalis
- Romanogobio elimeius[2][3]
- Rutilus karamani
- Rutilus ohridanus[4]
- Rutilus prespensis

## S
- Sabanejewia balcanica
- Salmo aphelios
- Salmo balcanicus
- Salmo dentex
- Salmo farioides
- Salmo labrax
- Salmo letnica
- Salmo lumi
- Salmo macedonicus
- Salmo ohridanus
- Salmo pelagonicus
- Salmo peristericus
- Salmo zrmanjaensis
- Scardinius knezevici
- Squalius prespensis
- Squalius vardarensis

## T
- Tinca tinca

## V
- Vimba melanops

## Z
- Zingel balcanicus[5]